# Blackville, New South Wales
Blackville är en ort i Australien. Den ligger i kommunen Liverpool Plains och delstaten New South Wales, i den sydöstra delen av landet, omkring 260 kilometer norr om delstatshuvudstaden Sydney. Antalet invånare är 181.
Trakten runt Blackville är nära nog obefolkad, med mindre än två invånare per kvadratkilometer.. Det finns inga andra samhällen i närheten. 
Trakten runt Blackville består till största delen av jordbruksmark. Genomsnittlig årsnederbörd är 768 millimeter. Den regnigaste månaden är februari, med i genomsnitt 151 mm nederbörd, och den torraste är oktober, med 13 mm nederbörd.